# Axelle Mugler
Pour les articles homonymes, voir Mugler.
Axelle Mugler, née le 20 octobre 1983, est une actrice pornographique française en activité de 2002 à 2004.

## Biographie
Née à Paris, Axelle Mugler a passé toute son enfance à Férolles-Attilly. Selon les agents de presse, elle commence une carrière de gogo danseuse sous le nom d’Erika à l'âge de 16 ans. Deux ans plus tard, on lui propose de tourner dans un film X. Elle devient alors la star montante du cinéma pornographique français en 2003 et 2004. Axelle tourne principalement sous la direction de Patrice Cabanel, Yannick Perrin et Alain Payet.
Axelle est découverte par le grand public dans Ça se discute, une émission de Jean-Luc Delarue où elle explique aux auditeurs son métier d’actrice porno et la relation pas toujours facile avec sa mère.
En 2004, elle met fin à sa carrière d'actrice X à l'occasion de la naissance de sa fille Heather.
Aujourd’hui, elle continue de s’investir dans l’action contre le Sida, et est devenue modèle photo. Elle gère l'utilisation de son nom au travers de sa société Adriax (mise en liquidation judiciaire en janvier 2011).

## Filmographie
- Absolut sex de G.Gregory (Colmax)
- Belles comme la vie de Yannick Perrin (Blue One)
- Cabaret Sodom Club de François Regis (Marc Dorcel)
- Les Campeuses
- Les Célibataires de Alain Payet (Blue One)
- Les Colocataires (Blue One)
- French conneXion de Manuel Ferrara (Red Light District Video)
- Imatoumi
- Infirmières de charme de Alain Payet (Marc Dorcel)
- Infirmières de choc de Patrice Cabanel 2004
- Jeunes filles au pair de Fabien Lafait
- Katsumi à l'école des sorcières de Alain Payet (Blue One)
- Mes Meilleures copines de Yannick Perrin 2003
- Mi-anges mi-démons
- Millionnaire 2 de Alessandro Del Mar (Private)
- Paris capitale du vice de G.Gregory (Colmax)
- Les Parisiennes de Yannick Perrin (Blue One)
- Le Palais des phantasmes de Alain Payet (Blue One) 2003
- Le Plaisir à 20 ans de Yannick Perrin (Blue One)
- Planté de bâtons
- Pretty Nina de Fabien Lafait (JTC video) 2003
- Propriété privée de Jack Tyler (Colmax)
- Putain(s) de Chantier de Patrice Cabanel 2003
- Les Ravageuses à la ferme de Yannick Perrin (Blue One)
- Q1 de Fabien Lafait
- Les Racoleuses de Didier Parker
- Les Secrétaires de Yannick Perrin (Blue One)
- Sexe à œil (JTC video)
- Sexe & Internet de Yannick Perrin (Blue One)
- Stagiaires prêtes à l'emploi
- Tout schuss de Fabien Lafait (JTC video)

## Clip vidéo
Placebo : protège-moi, dirigée par Gaspar Noé